# 黃鰭大眼鯛
黃鰭大眼鯛，為輻鰭魚綱鱸形目的其中一個種，分布於西太平洋日本南部及菲律賓等热带海域，棲息深度30-320公尺，體長可達25公分，棲息在有遮蔽的礁石區，可做為食用魚。该鱼背鳍有10根棘刺和13根软条，臀鳍则有3根棘刺和13-14根软条